# Крысиная (пещера)
Крысиная (тонг. Ana Kuma, англ. Rats Cave) — пещера в национальном парке Эуа (англ. Eua National Park) на восточном побережье острова Эуа в Королевстве Тонга. Её длина около 10 метров.
Стенд, установленный рядом с пещерой, на английском языке сообщает: «В пещере нет крыс, она получила своё название из-за короткого туннеля, напоминающего крысиную нору. В конце туннеля, внизу находится ещё одна небольшая пещера, в которой могут разместиться 4 человека одновременно. Пещера находится на скале, с которой открывается потрясающий вид на Национальный парк Эуа…»

## Фотогалерея

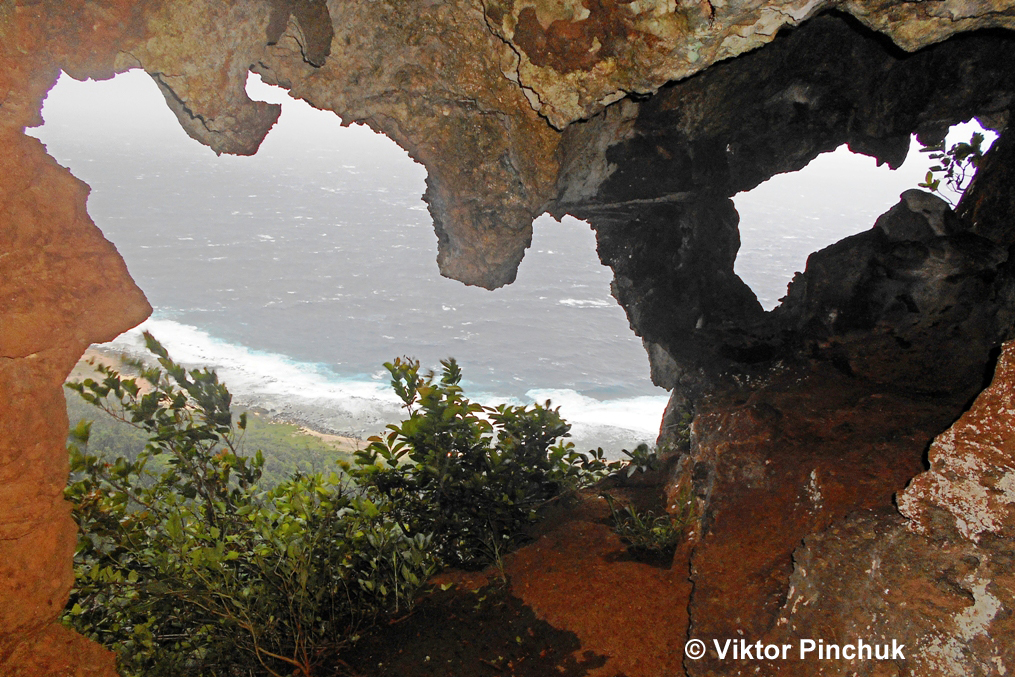
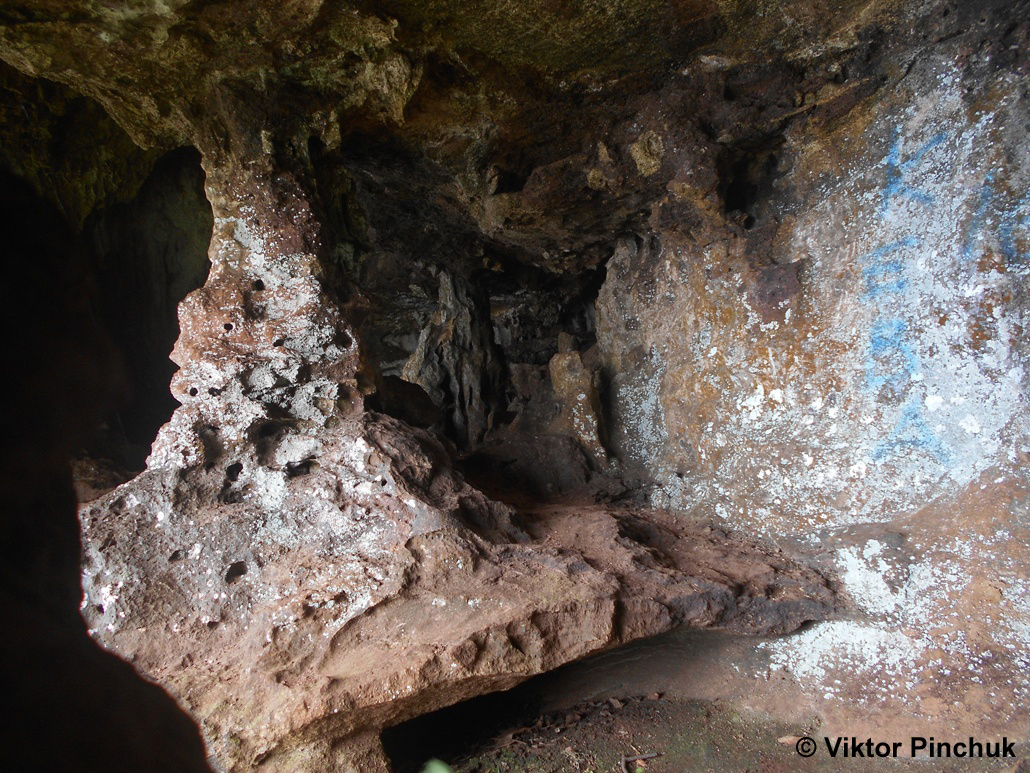
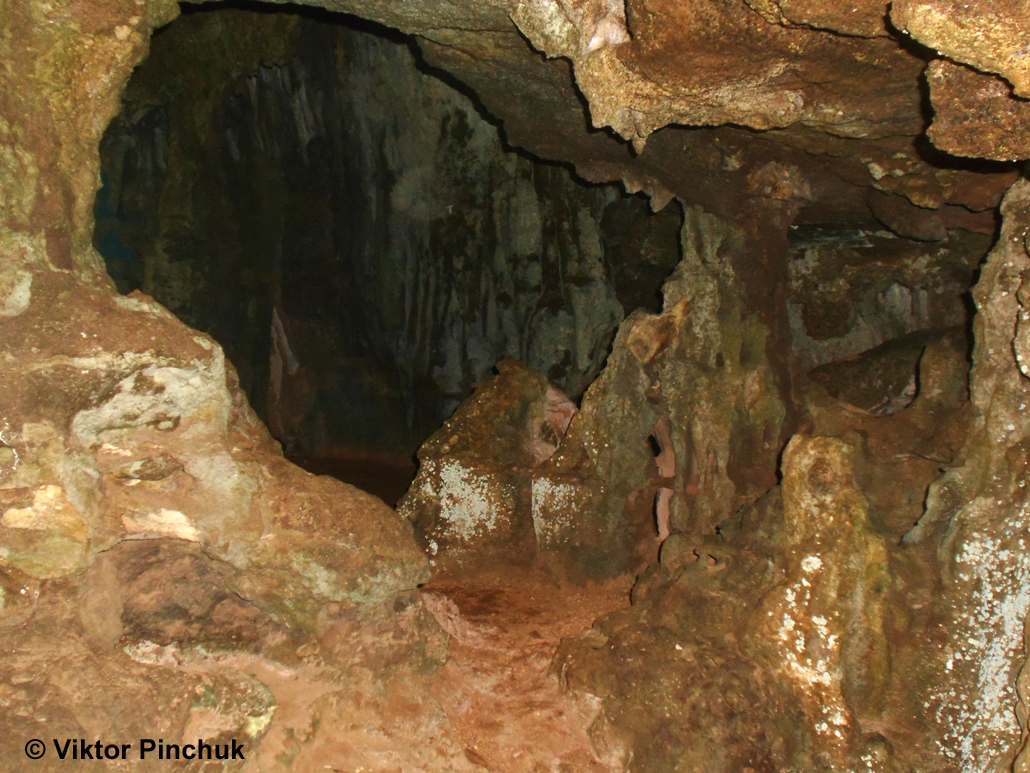
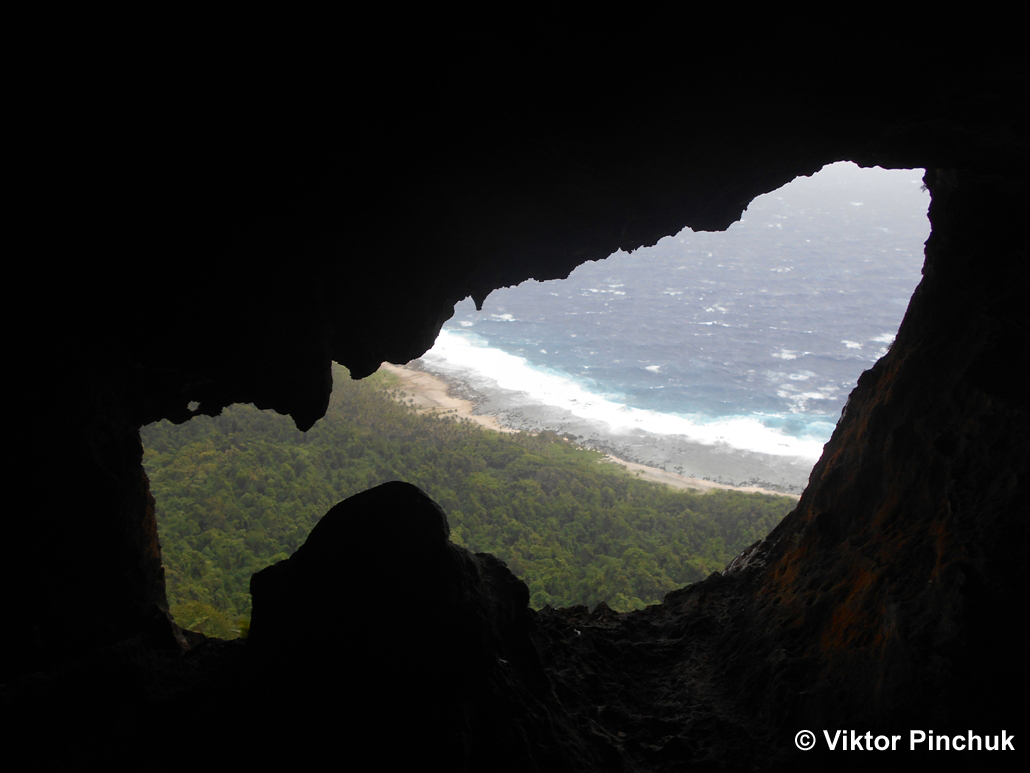
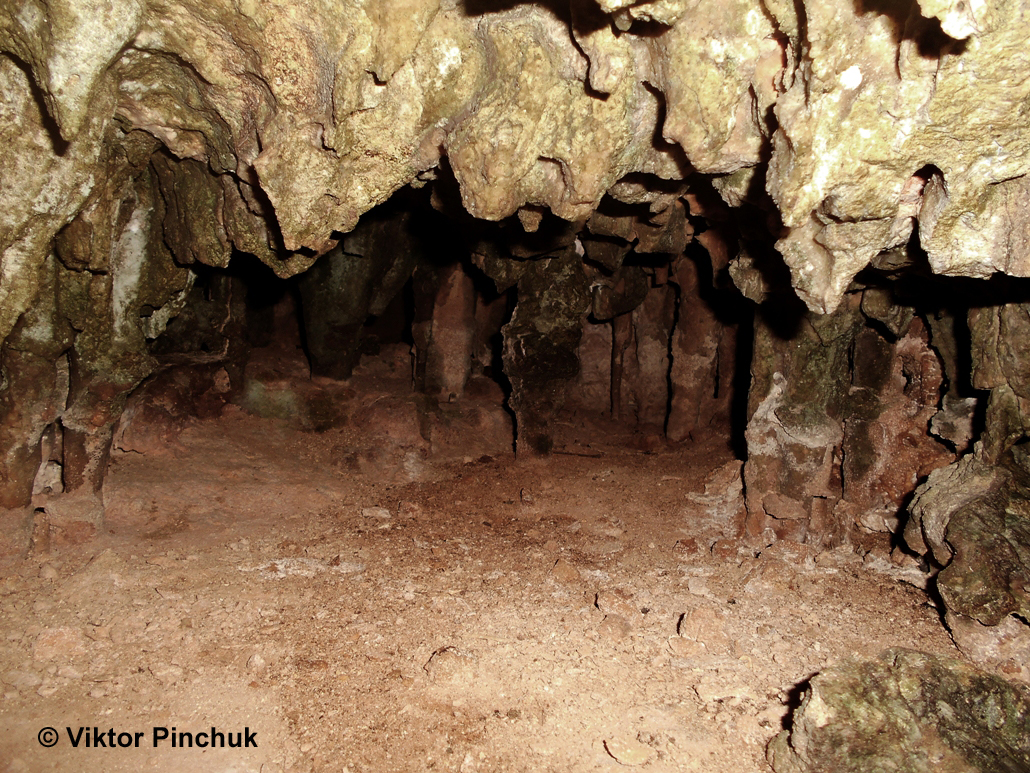
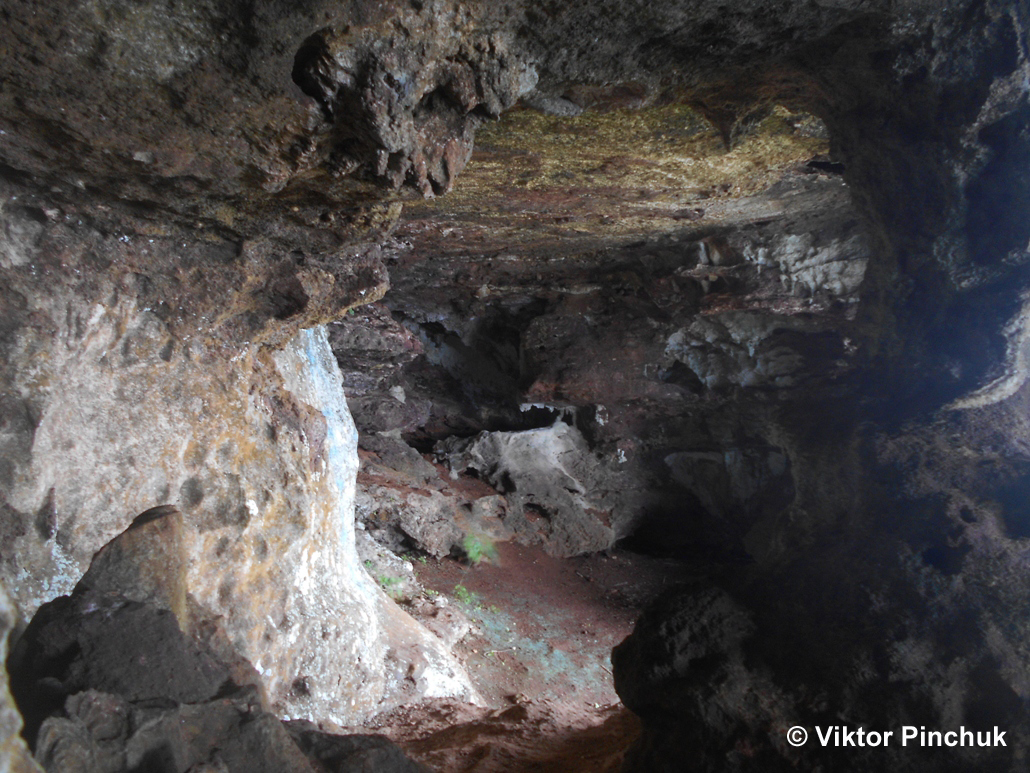
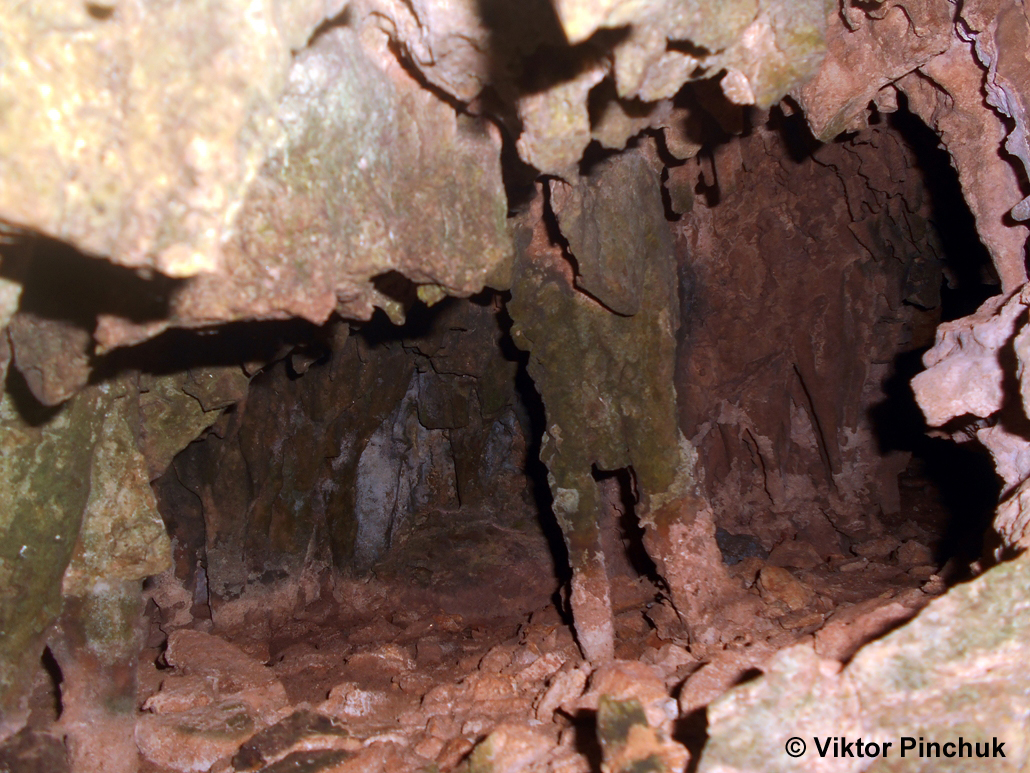